# Тиро а Сењо (Пиза)
Тиро а Сењо је насеље у Италији у округу Пиза, региону Тоскана.
Према процени из 2011. у насељу је живело 42 становника. Насеље се налази на надморској висини од 15 м.